# Glomera platypetala
Glomera platypetala är en orkidéart som beskrevs av Rudolf Schlechter. Glomera platypetala ingår i släktet Glomera och familjen orkidéer. Inga underarter finns listade i Catalogue of Life.